# Georgios Trapezuntios

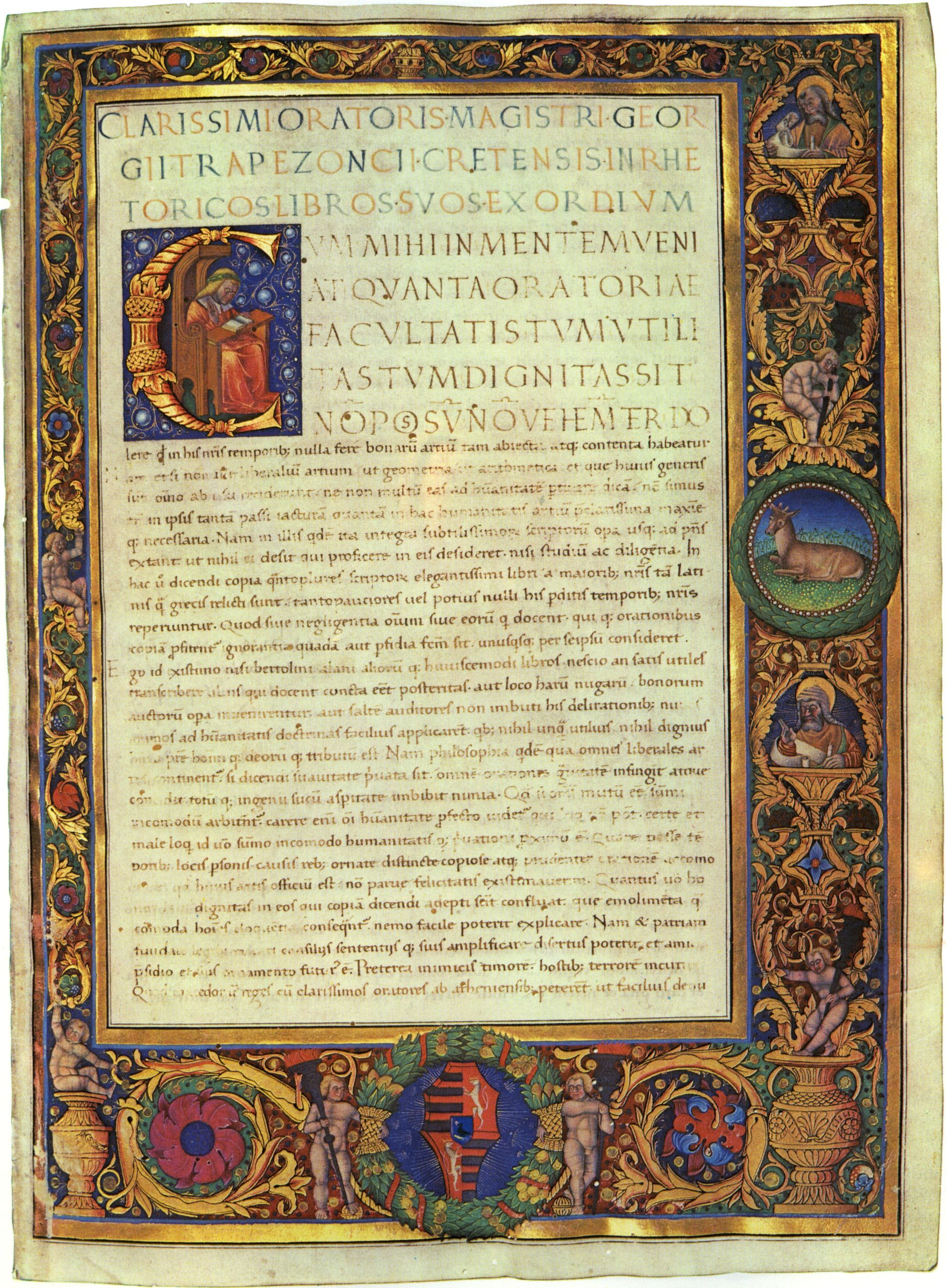
Georgios Trapezuntios, Rhetorik. Humanistische Halbkursive mit gotischen Elementen in einer Handschrift des 15. Jahrhunderts. Budapest, Széchényi-Nationalbibliothek, Cod. Lat. 281, fol. 1r

Georgios Trapezuntios (griechisch Γεώργιος Τραπεζούντιος, deutsch auch Georg von Trapezunt, lateinisch Georgius Trapezuntius; * 4. April 1395 auf dem damals venezianischen Kreta; † 1472 oder 1484 in Rom) war ein griechischer Gelehrter und Philosoph. Er gilt als einer der Wiedererwecker der griechischen Literatur in Italien und wurde bekannt als Verfechter der Philosophie des Aristoteles und als Übersetzer griechischer Autoren. Er übertrug neben mehreren Werken des Aristoteles wie der Rhetorik auch Platons Gesetze.
Er benannte sich nach dem Heimatort seiner Familie, die aus Trapezunt stammte, das seinerzeit ein angesehener Sitz der Gelehrsamkeit war.
Georgios kam zwischen 1416 und 1430 im Vorfeld der Zerstörung von Konstantinopel nach Italien und führte seit 1433, nach Erlernen der lateinischen Sprache, das Leben eines wandernden Schulmeisters in Venedig, Padua und Vicenza.
In der Methodologie war Trapezuntios christlicher Aristoteliker.
Eugen IV. berief ihn als päpstlichen Sekretär nach Rom. Später wurde er Professor am dortigen Studio. Er wurde erfolgreicher Nachfolger von Manuel Chrysoloras. Es kamen Spanier, Deutsche und Franzosen, um ihn zu hören. Er unterstützte Regiomontanus, der in Rom astronomische Untersuchungen machte, bei seinem Studium der griechischen Sprache. 1450 gab er dieses Lehramt freiwillig wieder auf.
Von Papst Nikolaus V. wurde er mit der Übersetzung der griechischen Schriften des Eusebios, Kyrillos, Chrysostomos, Aristoteles (Rhetorik), Platon (1451, Gesetze) und Ptolemäus ins Lateinische betraut. Er machte Wort-zu-Wort-Übersetzungen, die zu dieser Zeit von Humanisten bereits scharf kritisiert wurden. Er kam in Streit mit Bessarion, mit Theodoros Gazes, Niccolò Perotti und Poggio. Durch die Liederlichkeit seiner Arbeit und sein anmaßendes Wesen verscherzte er sich die Gunst des Papstes, so dass er 1452 Rom verlassen musste.
Die Almagest-Übersetzung wurde unter anderem von Georg von Peuerbach korrigiert.
Georg von Trapezunt zog danach einige Zeit durch verschiedene Städte Italiens ohne bestimmte Stelle und Einnahmen. Unter Paul II. durfte er 1453 dann wieder aus Neapel, wo er unter dem Schutz von Alfons V. (Aragón) stand, nach Rom zurückkehren. Sein früheres Ansehen erlangte er jedoch nie wieder und geriet in neue Prozesse. Obgleich er ein begabter Lehrer war, machte er sich überall durch Aufgeblasenheit und Zanksucht unbeliebt.
1454 richtet Bessarion die griechische Streitschrift In calumniatorem Platonis (1469 in Latein) gegen Trapezuntios. 1458 attackierte er in seinem Buch Comparatio Platonis et Aristotelis den von Plethon nach Italien gebrachten Neuplatonismus und unterstellte seinen Vertretern, sie würden das Christentum unterminieren und ein neues Heidentum einführen.
Bei einer Reise nach Byzanz unternahm er wohl den gescheiterten Versuch, den türkischen Sultan zum Christentum zu bekehren. Mit seinem Buch Die Wahrheit des christlichen Glaubens vertrat er die Überzeugung, dass Gott die „Einheit aller Menschen“ wünscht, und schlug dem Sultan vor, der Gewalt abzuschwören und eine Konferenz von Christen und Muslimen einzuberufen.
Er starb in Rom in großer Armut und wurde in der Minerva begraben, in deren Nähe er ein bescheidenes Haus besessen hatte.
Seine „Kurze Dialektik“ scheint erst 1508 gedruckt worden zu sein.

## Textausgaben
- Georges de Trébizonde: De la vérité de la foi des chrétiens. Hrsg. von Adel Theodor Khoury (= Corpus Islamo-Christianum, Series Graeca, 1), CIS-Verlag, Altenberge 1987 (griechischer Text und französische Übersetzung)
- Luc Deitz (Hrsg.): Georgius Trapezuntius: Rhetoricorum libri quinque. Olms, Hildesheim 2006, ISBN 3-487-11573-5